# DNXcorp
DNXcorp est un groupe spécialisé dans le développement et la valorisation d'audience sur Internet, DNXcorp intègre l'ensemble des compétences clés du web : génération de trafic, développement de sites et de services, solutions de paiement multi-pays, technologie de streaming vidéo, analyse CRM (sa première activité était le divertissement en ligne).
Le Groupe DNXcorp (ancien Groupe Dreamnex) est coté en Bourse sur le compartiment C de Euronext Paris depuis mars 2007.